# 周雅菲
周雅菲（1984年1月17日—），山东青岛人，中国女子游泳运动员，主项为100米蝶泳和200米混合泳。她曾經和徐妍玮被稱為「錢紅的接班人」。

## 生平
周雅菲4岁开始学习游泳，1994年开始专业训练，2001年被选入中国国家游泳队，曾在2003年获得第九届世界游泳锦标赛女子4×100米混合泳接力冠军、2002年亚洲运动会、2006年亚洲运动会（女子100米蝶泳、女子4×100米混合泳接力）的四枚金牌、2003和2007年世界军人运动会的九面金牌（包括2003年第三届世界军人运动会的50米蝶泳、100米蝶泳、200米自由泳、4×100自由泳接力、4×100混合泳接力和2007年第四届世界军人运动会的50米蝶泳、100米蝶泳、4×100自由泳接力、4×100混合泳接力）。
其後，周雅菲亦於北京2008奥运会奪得女子4×100米混合泳接力的銅牌、女子100米蝶泳的第四名。2008年9月2日，周雅菲成為2008年夏季残奥会火炬接力青島站的最後一棒火炬手。退役后，周雅菲于2012年伦敦奥运会和2016年里约奥运会期间，在中国中央电视台与韩乔生搭档担任解说员。2012年，周雅菲与中国篮球名将莫科结婚。